# 格林 (纽约州)
格林（英語：Greene）是位于美国纽约州希南戈县的一个镇，地处希南戈县西南部、宾汉姆顿东北。2010年美国人口普查时，该镇有5604人。格林县建于1798年，其名称来源于美国独立战争时期将领纳瑟内尔·格林。